# Agama Tirta

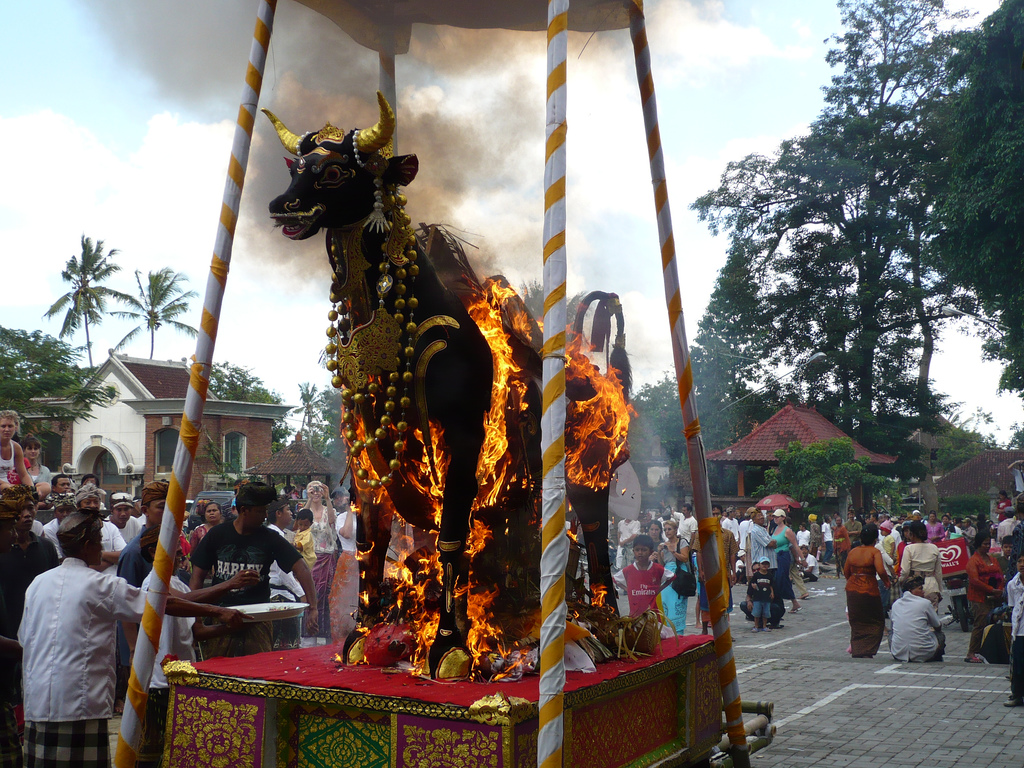
Une crémation à Bali (2007)

Agama Tirta est une forme d'hindouisme qui s'est développée à Bali, qui constitue la plus grande communauté hindouiste en dehors de l'Inde. Toutefois, l'hindouisme s'est développé différemment sur l'île indonésienne, si bien que ses habitants lui ont donné cet autre nom : Agama Tirta. Cette expression est formée sur les mots d'origine sanskrite agama et tirtha et signifie littéralement « religion de l'eau sacrée ».

## Description
Cette religion, tout comme l'hindouisme d'Inde et toutes les traditions humaines de l'Antiquité, fait appel à la notion de caste. Chaque Balinais doit remplir ses devoirs religieux selon sa caste. L'Agama Tirta a été influencé par des concepts religieux de Chine et de Java, en plus de ceux de l'Inde. C'est une religion plus près de la Terre, plus animiste. Ce sont les temples qui assurent la liaison entre les personnes et les dieux (il en existe tout un panthéon). Les Balinais ont d'ailleurs une très grande peur face aux esprits ou aux fantômes. Ils craignent qu'ils soient dissimulés sous l'apparence de chats noirs, de corbeaux ou de femmes nues.

## Quelques rites
Le limage des dents, qui a lieu à l'adolescence, le mariage et la crémation sont trois étapes importantes dans la vie d'une personne croyant à l'Agama Tirta. Il y a également réclusion et purification symbolique chez les filles venant d'avoir leurs premières menstruations. Plusieurs rites de passage sont uniques à Bali.
On remarque à Bali que toutes les statues, et certains vieux arbres sont ornés de pagnes, le poleng. C'est une marque de respect dû à la croyance que chaque chose est un être, et qu'une fois la pierre sculptée, elle incarne réellement le dieu qu'elle représente.